# قوشتاغ
قوشتاغ (به اویغوری: قوشتاغ بازىرى)(به چینی: 阔什塔格镇، به پین‌یین:‌ Kuòshítǎgé Zhèn) یک شهرک در جمهوری خلق چین است که در شهرستان گوما قرار دارد. قوشتاغ ۱۵٬۲۰۰ نفر جمعیت دارد.
در ژوئیه سال ۲۰۱۵ میلادی، «قصبه قوشتاغ» به شهرک ارتقاء یافت.